# アレクサンドリアのアナスタシア
アレクサンドリアの聖アナスタシア、あるいはアナスタシア・パトリキア（Anastasia Patricia）は、6世紀の執政官の妻でビザンチン帝国の皇后テオドラの女官であった女性。カトリック教会、コプト正教会、東方典礼カトリック教会、正教会において聖人とされている。

## 来歴

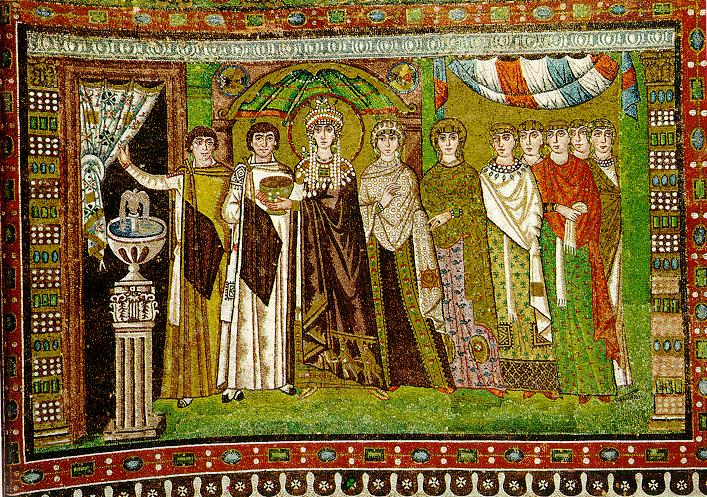
テオドラ皇后と侍女たち

テオドラの夫であるユスティニアヌス1世がアナスタシアを追いかけたためにテオドラが嫉妬をするようになってしまった。アナスタシアはトラブルを避けようとエジプトに向かった。アナスタシアはアレクサンドリアの側にあるペンプトンという宮殿にやって来て、修道院を設立した。この修道院はのちにアナスタシアにちなんで命名された。
548年にテオドラが亡くなった後、ユスティニアヌス1世はアナスタシアをコンスタンティノープルに連れ返そうとしたが、無駄であった。アナスタシアはスケーティス（ワディ・エル・ナトルーン）に向かい、当時修道院の典院であった師父ダニエルに助けを求めた。 身の安全のため、ダニエルはスケーティスから29キロほどのところにある修道院の部屋にアナスタシアを匿い、アナスタシアは修道士の格好をし、隠者として暮らすことを許された。その当時はこうした生活は男性にのみ許されていたことであった。ダニエルは毎週アナスタシアを訪ね、弟子のひとりが水を供給すると保証した。アナスタシアは28年間、人里離れた場所に隠遁した。
567年、アナスタシアは自らの死が近づいていることに気づき、壊れた陶器の破片にダニエル師あての言伝を書き、洞窟の入り口に置いておいた。弟子はこのオストラコンを見つけたが、そこには「鋤を持ってここに来て下さい」と書かれていた。ダニエルはこれを聞いて、アナスタシアの死が近づいていると気付いた。ダニエルは弟子を連れてアナスタシアに会いに行き、聖体拝領を行って最後の言葉を聞いた。ダニエルはアナスタシアの死後、弟子にアナスタシアに関する本当の話を全て伝えた。 
アナスタシアの物語はコプトアラビア語の祭日集略のある校訂版と、スケーティスのダニエルの話で今に伝わっている。アナスタシアの祭日は正教会、ラテン教会、東方典礼カトリック教会で3月10日、コプト正教会ではトビ（コプトの暦で5番目の月）26日である。歴史的な証拠が無いにもかかわらず、現代のLGBTコミュニティから「トランスジェンダー」の聖人の例として見直されている。

## 参考資料
- 中澤敦夫、宮崎衣澄『西田美術館のロシア・イコン (調査報告書)』西田美術館、2013。
- Atiya, Aziz S. The Coptic Encyclopedia. New York: Macmillan Publishing, 1991. ISBN 0-02-897025-X
- Coquin, Rene Georges. "Anastasia, Saint", The Coptic Encyclopedia, Vol. I, MacMillan (1991)